# 大大哒
《大大哒》（英文：Think Big Big）是一部由周青元指导的2018年馬来西亚喜劇劇情片。

## 剧情简介
林满月（容璇雯饰XL版，劉锦绣饰L版，林宣妤饰中等版）是个身材巨型的女胖子，从小就梦想当一名太空人。她找到了在游乐园里当吉祥人偶的工作，虽然偏离了自己的梦想，却至少还能在没有人看到的世界里继续追梦，能够带给大家欢乐之余，自己也乐在其中。而现实总是残酷的，再一次的意外中她被迫在社交媒体分享瘦身过程……

## 演员

### 主要角色
| 演员                 | 角色      | 昵称／关系 |
| 容璇雯 （120公斤版） | 林满月    | 满月、靓妹仔（靓仔、靓女专称） 靓仔（林火旺）、靓女（张金花）的女儿 独生女 一出生就肥胖，出生时仅仅2.3公斤，但仍然健康 因为出生那天，月相刚好是满月，因此有了这个名字“林满月”，实际是父亲靓仔喜欢什么都大的东西所以才会有这个名字 Vivienne、Ice、琪琪之闺蜜 李常胜的朋友，认识了20多年，他是在满月刚学会走路，牙牙学语时出现在她人生中的朋友，还被她父母嘲笑为“世交”，后因为她的太空直播里，关注她的人363104是常胜 身材巨型的女胖子（120公斤），后因为损坏制作组的摄影器材要索赔时，她偶然看到全民女神边栏，决定参与全民女神并把获得的奖金赔偿，后来从120公斤减至90公斤，90公斤减至50公斤，因为减肥成功并成为全民女神，后卸掉 有学过芭蕾舞，七岁后没理会 梦想是成为一名太空人，大学时苦读四年天文学系，因为碍于身材，因此没得申请参与太空人培训计划，后找到了游乐园的工作，穿上太空狗（Astro 2018年贺岁专辑提及这个太空狗吉祥物的名字叫Whoopee【中文名为无比】）的布偶装，当一个最受欢迎的吉祥物 为了弥补没当上太空人的遗憾，她在Facebook开了太空直播，自称自己是太空人11号，这个直播只有363104（就是李常胜）进来支持她 自从当了全民女神后，她迷失自己，后来因为常胜才找回自己，并让她实践了勇敢做自己的精神，因此卸下全民女神称号 |
| 刘锦绣 （90公斤版）  | 林满月    | 满月、靓妹仔（靓仔、靓女专称） 靓仔（林火旺）、靓女（张金花）的女儿 独生女 一出生就肥胖，出生时仅仅2.3公斤，但仍然健康 因为出生那天，月相刚好是满月，因此有了这个名字“林满月”，实际是父亲靓仔喜欢什么都大的东西所以才会有这个名字 Vivienne、Ice、琪琪之闺蜜 李常胜的朋友，认识了20多年，他是在满月刚学会走路，牙牙学语时出现在她人生中的朋友，还被她父母嘲笑为“世交”，后因为她的太空直播里，关注她的人363104是常胜 身材巨型的女胖子（120公斤），后因为损坏制作组的摄影器材要索赔时，她偶然看到全民女神边栏，决定参与全民女神并把获得的奖金赔偿，后来从120公斤减至90公斤，90公斤减至50公斤，因为减肥成功并成为全民女神，后卸掉 有学过芭蕾舞，七岁后没理会 梦想是成为一名太空人，大学时苦读四年天文学系，因为碍于身材，因此没得申请参与太空人培训计划，后找到了游乐园的工作，穿上太空狗（Astro 2018年贺岁专辑提及这个太空狗吉祥物的名字叫Whoopee【中文名为无比】）的布偶装，当一个最受欢迎的吉祥物 为了弥补没当上太空人的遗憾，她在Facebook开了太空直播，自称自己是太空人11号，这个直播只有363104（就是李常胜）进来支持她 自从当了全民女神后，她迷失自己，后来因为常胜才找回自己，并让她实践了勇敢做自己的精神，因此卸下全民女神称号 |
| 林宣妤 （50公斤版）  | 林满月    | 满月、靓妹仔（靓仔、靓女专称） 靓仔（林火旺）、靓女（张金花）的女儿 独生女 一出生就肥胖，出生时仅仅2.3公斤，但仍然健康 因为出生那天，月相刚好是满月，因此有了这个名字“林满月”，实际是父亲靓仔喜欢什么都大的东西所以才会有这个名字 Vivienne、Ice、琪琪之闺蜜 李常胜的朋友，认识了20多年，他是在满月刚学会走路，牙牙学语时出现在她人生中的朋友，还被她父母嘲笑为“世交”，后因为她的太空直播里，关注她的人363104是常胜 身材巨型的女胖子（120公斤），后因为损坏制作组的摄影器材要索赔时，她偶然看到全民女神边栏，决定参与全民女神并把获得的奖金赔偿，后来从120公斤减至90公斤，90公斤减至50公斤，因为减肥成功并成为全民女神，后卸掉 有学过芭蕾舞，七岁后没理会 梦想是成为一名太空人，大学时苦读四年天文学系，因为碍于身材，因此没得申请参与太空人培训计划，后找到了游乐园的工作，穿上太空狗（Astro 2018年贺岁专辑提及这个太空狗吉祥物的名字叫Whoopee【中文名为无比】）的布偶装，当一个最受欢迎的吉祥物 为了弥补没当上太空人的遗憾，她在Facebook开了太空直播，自称自己是太空人11号，这个直播只有363104（就是李常胜）进来支持她 自从当了全民女神后，她迷失自己，后来因为常胜才找回自己，并让她实践了勇敢做自己的精神，因此卸下全民女神称号 |
| 吕杨                 | 李常胜    | 阿胜 Vivienne、Ice、琪琪和林满月的朋友 363104是他在太空直播里面的网名（363104是月球的距离） |
| 温慧茵               | Vivienne  | Ice、琪琪和林满月之闺蜜 个性比较像大姐 |
| 狄妃                 | Ice       | 刘美慧（中文全名） Vivienne、琪琪和林满月之闺蜜 不喜欢她的闺蜜叫她的中文全名 个性比较像男人婆，但怕蟑螂 |
| 甘可琪               | 琪琪      | Vivienne、Ice和林满月之闺蜜 口头禅：我妈咪讲哦，………… |
| 王爱玲               | Cassandra | 100天减肥计划和全民女神的计划人 因林满月的人气下降而制造假抢劫也导致林满月与Vivienne她们闹翻 最后因观看了林满月的太空人直播后而放弃了全民女神的计划（小说版没提及，官方预测最后她因观看林满月在全民女神facebook的道歉直播后而放弃了全民女神的计划） |

### 林家
| 演员                 | 角色   | 昵称／关系                                                                              |
| 庄岳文               | 靓仔   | 在电影未提及真实名称，已在小说版本提及他的名字为林火旺 林满月的父亲                     |
| 周蕊丽               | 靓女   | 在电影未提及真实名称，已在小说版本提及她的名字为张金花 林满月的母亲                     |
| 容璇雯 （120公斤版） | 林满月 | 满月、靓妹仔（靓仔、靓女专用） 靓仔（林火旺）、靓女（张金花）的女儿 独生女 参见主要角色 |
| 刘锦绣 （90公斤版）  | 林满月 | 满月、靓妹仔（靓仔、靓女专用） 靓仔（林火旺）、靓女（张金花）的女儿 独生女 参见主要角色 |
| 林宣妤 （50公斤版）  | 林满月 | 满月、靓妹仔（靓仔、靓女专用） 靓仔（林火旺）、靓女（张金花）的女儿 独生女 参见主要角色 |

### 其他演员
| 演员   | 角色       | 昵称／关系 |
| 朱俊丞 | CJ         | |
| 邱文博 | 导演       | 《我的天》导演 口头禅：我的天啊....（客语） |
| 萧慧敏 | 巴刹小贩   | 客串 |
| 黄一飞 | 巴刹小贩   | 客串 |
| 顏江翰 | 主播       | 客串 《新闻报报看》主播 参见新闻报报看 |
| 郑义彬 | 彩色女侠   | Warna Woman 在小说版未提及的人物 经常在宣传预告片出现过，都讲一样的口头禅 演员 口头禅：俺久某cue来的？（客语；怎么这么久没有指示？） 谐音：正义联盟的Wonder Woman（神奇女侠） |
| 吕慧婷 | 直播小妹妹 | 客串 在游乐园里直播的小妹妹 临走前叫Vivienne一声Aunty |

## 制作
- 2018年1月15日，厂商举办了一场新闻发布会。导演表示非常满意女主角璇雯的演艺，同时也提及在拍摄中也作弄了演员们：表面上告诉演员将会使用假蟑螂，私底下却使用了真的，这是为了达到导演想要的成果[3]。

- 2019年4月，这部电影正式进军中国大陆，并且以“马来西亚国宝级导演周青元执导”的名义在中国上映。

## 电影小说
| 标题       | 类型 | 国际标准书号 (ISBN) | 出版日期   | 页数  |
| ---------- | ---- | ------------------- | ---------- | ----- |
| 《大大哒》 | 小说 | ISBN 9789672088172  | 2018/01/19 | 268页 |

- 2017年的10月，周青元导演决定把自己的《大大哒》剧本写成电影小说，并把剧本给了和他合作过出版《一路有你》电影小说的出版社红蜻蜓的总编辑——谢淑怡。这也是周青元导演和红蜻蜓的第二次合作。十月中，淑怡决定把这部电影剧本交给了第二届红蜻蜓少年小说奖银奖作者——赖宇欣，并要求她写出这部电影的小说。宇欣收到后，她花了好几天的时间把剧本细细读了一遍，决定在这部小说里，以第一人称“我”代替主角名字——林满月的写法，来创作这本电影小说。于2018年1月19日，《大大哒》电影小说终于出版。

- 此电影小说登市后，得到读者的热烈支持，有不少的读者跟作者反映说很喜欢这本书，让他们领悟书本核心思想“Think Big”。有者更说这本书启发了他，让他勇敢做回自己。宇欣在书本后记写道，她坚信这个世界上的每一个人若是都有发挥所长的机会，做自己喜欢做的事，那么，这个世界终将一点一点变得更加美好[來源請求]。

- 除了电影小说获得好评价外，红蜻蜓出版社在官方脸书专页声称，电影里面的“Think Big”海报若要索取，并要求他们来到公司网页预购这本小说，而这本小说将会附送限量版的“Think Big”海报（延迟购买和去书局购买的人除外）。[5]

## 幕后工作人员
摄影指导：杨俊麟

美术指导：孙咏钊

造型指导：黄菊清

音乐总监：Onn San

音效设计：杜笃之／吴书瑶

剪辑：林淑芬

执行导演：刘欣瑜

制作统筹：马红绫

编剧：陈胜吉／陈定宁

影像特效导演：麦志康

出品人：

Christinne Lim——Astro Shaw

邓友光——Golden Screen Cinemas

拿督林文祥——Multimedia

洪伟才（新加坡）——MM2 娱乐（马来西亚）

总监：Najwa Abu Bakar

监制：王章／马全

制片：马全

联合制片：周尤敏

导演：周青元